# United States Football League
United States Football League (USFL) foi uma liga profissional de futebol americano que foi disputada por três temporadas, de 1983 a 1985. Era disputada entre março e julho, período correspondente à primavera e ao verão no hemisfério norte, ao contrário da National Football League (NFL) que é disputada entre setembro e fevereiro, que correspondem ao outono e ao inverno. Apesar das dificuldades financeiras enfrentadas desde o início, a USFL sempre foi considerada uma forte concorrente da NFL e inclusive chegou a ameaçar alguns mercados onde a NFL ainda não tinha times, como Jacksonville, Phoenix e Baltimore.
A liga foi dissolvida formalmente em 1986 devido às dificuldades financeiras agravadas por um processo movido na justiça contra a NFL, devido a leis antitruste violadas pela mesma. Apesar de ter ganho o julgamento, a USFL só foi indenizada com US$ 1, valor que mais tarde foi triplicado para US$ 3 pela lei antitruste. Porém a USFL já estava com um prejuízo de US$ 163 milhões e desta forma entrou em falência.